# Elsa Bode
Elsa Bode (* 27. Juni 1900 in Chemnitz, † nach 1962) war eine deutsche Politikerin (KPD/SED).

## Leben
Bode war die Tochter eines Schlossers. Ab 1932 war sie Angestellte in einem Postamt. Nach dem Ende des 2. Weltkriegs wurde sie dessen Geschäftsführerin. Später arbeitete sie in leitender Position in der Kreisverwaltung in Halberstadt sowie als Kaderleiterin in einem Zementwerk. 1945 trat sie der KPD bei, mit der Zwangsvereinigung von SPD und KPD zur SED wurde sie SED-Mitglied. Von 1946 bis 1950 gehörte sie dem Landtag von Sachsen-Anhalt an. Sie galt als loyales Parteimitglied und war gehörte auch den Massenorganisationen FDG, Deutsch-Sowjetische Freundschaft und DFD an. Von 1955 bis 1962 stellte sie ihr Haus für konspirative Treffen von Angehörigen des Ministeriums für Staatssicherheit zur Verfügung.